# Carl Jacobsen

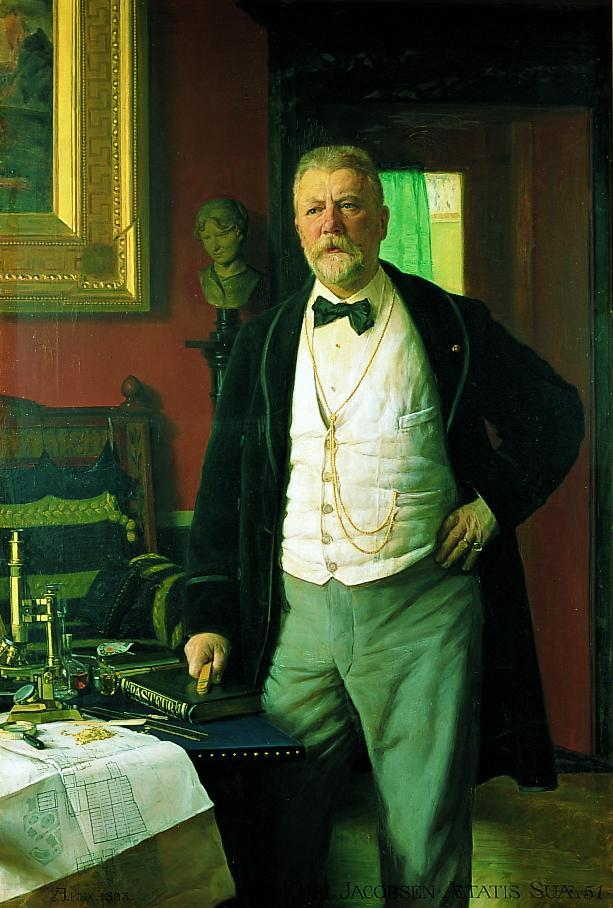
Carl Jacobsen (1893)

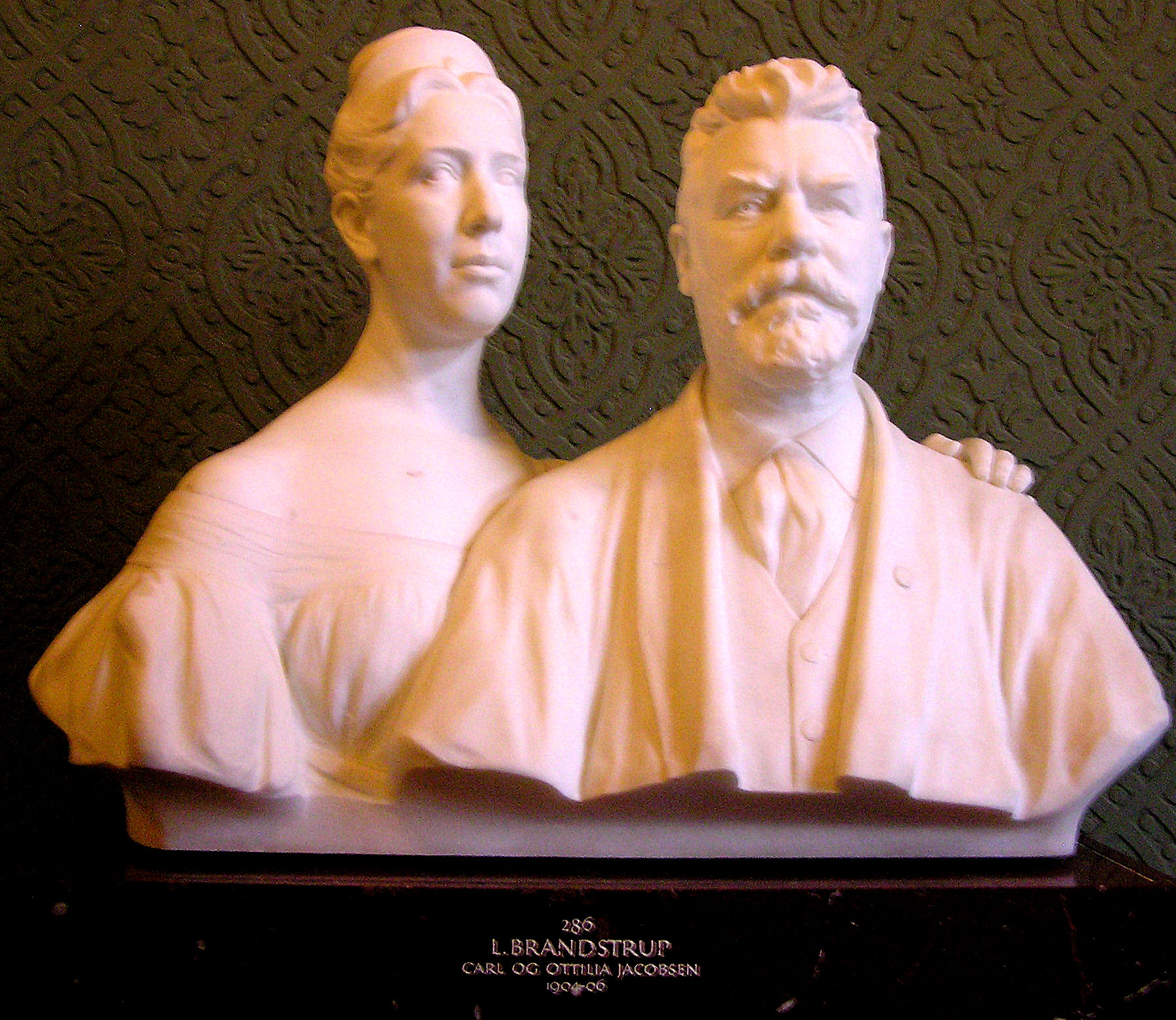
Borstbeeld van Carl en Ottilia Jacobsen

Carl Christian Hillman Jacobsen (Kopenhagen, 2 maart 1842 - Frederiksberg, 11 januari 1914) is een Deens ondernemer en bierbrouwer. Hij was eveneens kunstliefhebber en filantroop.
Carl Jacobsen is de zoon van Jacob Christian Jacobsen, de stichter van de brouwerij Carlsberg, trouwens vernoemd naar zijn zoon Carl. Carl startte eerst in het bedrijf van zijn vader, maar na een aantal conflicten startte hij in 1882 zijn eigen brouwerij, Valby. Na akkoord van zijn vader werd die naam veranderd in Ny Carlsberg ("Nieuw Carlsberg"). Het Carlsberg van zijn vader veranderde toen ook van naam naar Gammel Carlsberg ("Oud Carlsberg"). na het overlijden van de vader kreeg Carl niet direct het oude bedrijf in handen, het bedrijf ging naar een stichting die zijn vader in 1876 had opgericht. Maar enige jaren later werden de twee bedrijven toch gefuseerd en vanaf 1906 zat Carl Jacobsen aan het hoofd van het gefuseerde bedrijf dat hij in enkele jaren uitbouwde tot een wereldbedrijf.
Zijn liefde voor kunst bewoog hem er eveneens toe in 1882 het museum Ny Carlsberg Glyptotek op te richten. Carl Jacobsen financierde ook de beelden in het Ørstedsparken en droeg Edward Eriksen op om het bronzen beeld 'De kleine zeemeermin' te maken.